# Herb gminy Głowno
Herb gminy Głowno – jeden z symboli gminy Głowno, ustanowiony 12 listopada 2004.

## Wygląd
Herb przedstawia na tarczy  w polu błękitnym, na pagórku zielonym wieżę srebrną z oknem i wejściem czarnymi i trzema blankami; między dwiema liliami srebrnymi.

## Symbolika
Herb nawiązuje do toponomastyki gminy, najdawniejszych własności ziemskich, przynależności parafialnych oraz historycznych podziałów i przynależności administracyjnej.
- Wzgórze – barwa zielona nawiązuje do rolniczego charakteru ziem wchodzących w skład gminy, walorów przyrodniczych i czystości ekologicznej[1].
- Wieża – biała wieża nawiązuje do historycznego położenia ziem wchodzących w skład gminy, które leżały na granicy historycznych ziem, początkowo księstwa łęczyckiego i Mazowsza, po włączeniu tych ziem do Korony na granicy województw łęczyckiego i rawskiego. Wieża jest symbolem potęgi, siły i bezpieczeństwa. Nawiązuje również do początków osadnictwa na tym terenie: grodu obronnego w widłach rzek Mrogi i Mrożycy[1].
- Lilie nawiązują do dawnej własności kościelnej (Archidiecezja gnieźnieńska używała herbu z trzema liliami) części obszarów wchodzących w skład gminy[1].